# Alstonia iwahigensis
Alstonia iwahigensis är en oleanderväxtart som beskrevs av Adolph Daniel Edward Elmer. Alstonia iwahigensis ingår i släktet Alstonia och familjen oleanderväxter. Inga underarter finns listade i Catalogue of Life.